# Върполе Любомир
Върполе Любомир (на сръбски: Врпоље Љубомир) е село в Босна и Херцеговина, разположено в община Требине, в ентитета на Република Сръбска. Населението му според преброяването през 2013 г. е 286 души, от тях: 280 (97,90 %) сърби, 2 (0,69 %) хървати, 1 (0,35 %) югославянин, 1 (0,35 %) черногорец и 2 (0,69 %) други.

## Население
Численост на населението според преброяванията през годините:
- 1961 – 237 души
- 1971 – 183 души
- 1981 – 112 души
- 1991 – 73 души
- 2013 – 286 души